# نظرية دالتون

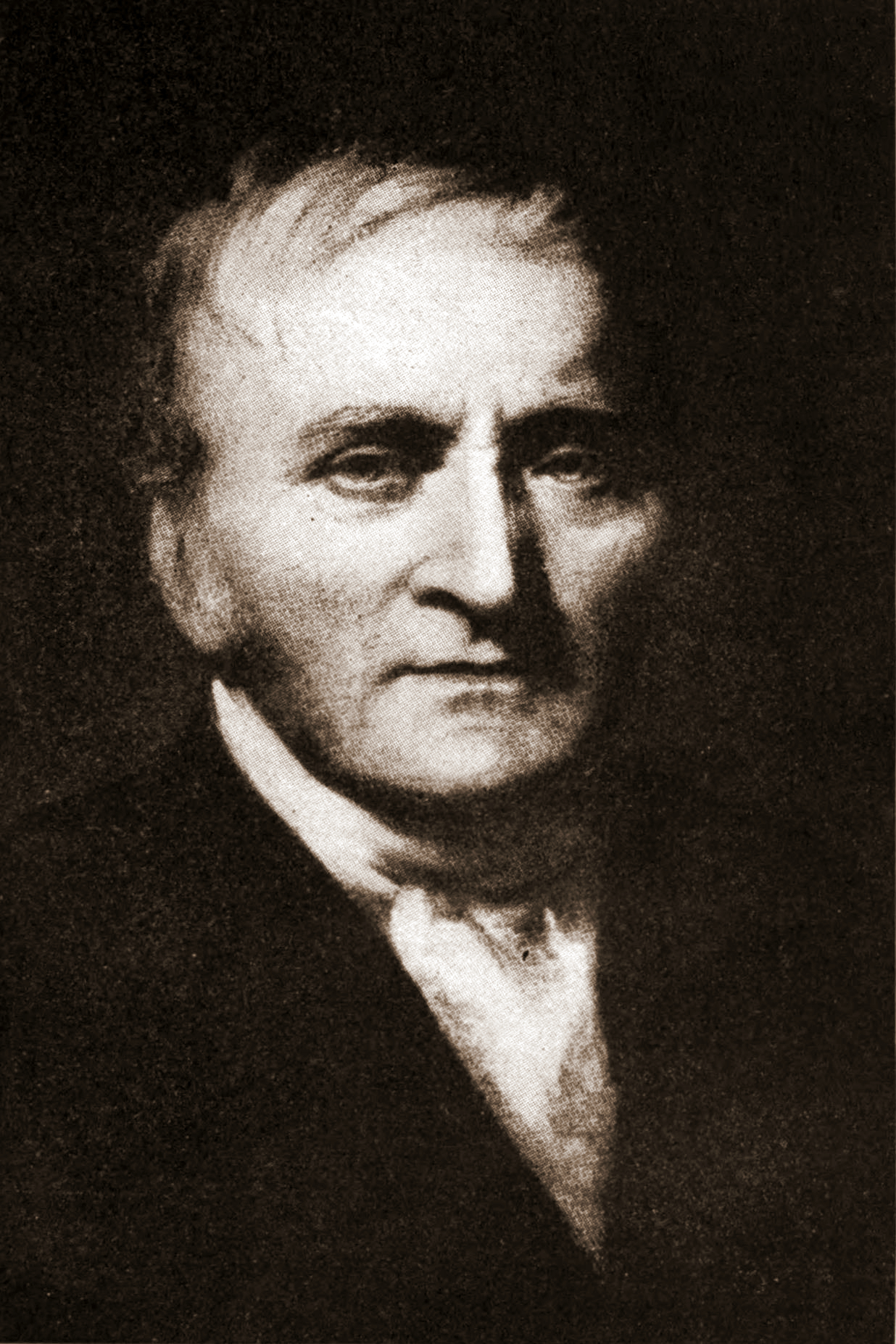
جون دالتون، ولد عام 1766 و توفي عام 1844

قام جون دالتون بتوظيف الدلائل الكيميائية والفيزيائية المعروفة في زمنه، معتمداً على الحقائق الملموسة، وملاحظات وصفية، لبناء تصوره عن الذرة.
لقد استند دالتون على قانون حفظ الكتلة، وقانون النسب الثابتة كأساس قامت عليه نظريته المشهورة (1803 - 1808)، والتي تعتمد على الفرضيات الثلاث:
- يتكون العنصر الكيمائي من دقائق متناهية في صغر حجمها، وغير قابلة للانقسام، تسمى ذرات، لا يمكن خلقها أو إفناؤها أثناء التغير الكيميائي.
- تتشابه جميع ذرات العنصر الواحد في الكتلة والخواص الأخرى، وتختلف عن ذرات العناصر الأخرى.
- تتحد ذرات العناصر بنسب عددية ثابتة؛ لتكوين المركبات الكيميائية.

## دالتون ومشكلة الكتلة الذرية
لكي تكون نظرية دالتون قادرة على توضيح ظواهر عملية جديدة؛ لا بد لها من تحديد كتلة مميزة لذرة كل عنصر، ولأن حجم الذرة صغير جدا، فمن المستحيل قياسها أو فصلها؛ لجأ دالتون إلى فكرة الكتلة الذرية النسبية؛ وذلك من خلال الإجابة على السؤال التالي: إذا تم الافتراض أن كتلة ذرة واحدة من الهيدروجين تساوي وحدة كتلية واحدة، فكم تكون كتلة ذرة الأكسجين؟
فكانت شروط الإجابة عن هذه الأسئلة:
1. إيجاد مركب يحتوي فقط على عنصري الهيدروجين والأكسجين، وقد اختار دالتون الماء لهذا الغرض.
2. تحديد النسبة بين كتلتي الأكسجين والهيدروجين في المركب.
3. معرفة الصيغة الكيميائية للمركب، أي: النسبة العددية بين الهيدروجين والأكسجين.

لاحظ التجربة، هذه التجربة لتحديد النسب المئوية للماء؛ حيث يتم تفكيك بخار الماء إلى عنصري الهيدروجين والأكسجين. فيتم جمع غاز الهيدروجين فوق الماء، أما غاز الأكسجين فقد اتحد مع مسحوق الحديد، مكونا أكسيد الحديد، فتكون الزيادة في كتلة الحديد تساوي كتلة الأكسجين الناتج من تفكك البخار. وبمساواة مجموع كتلتي الهيدروجين والأكسجين بكتلة البخار الذي تم تفكيكه نحسب كتلة الهيدروجين. أما النسبة المئوية لكل من الأكسجين والهيدروجين فتحسب كما يأتي:
النسبة المئوية للأكسجين في الماء = (كتلة الأكسجين ÷ (كتلة الهيدروجين + كتلة الأكسجين)) × 100%
النسبة المئوية للهيدروجين في الماء = (كتلة الهيدروجين ÷ (كتلة الهيدروجين + كتلة الأكسجين)) × 100%
وجد دالتون عملياً أن نسبة الأكسجين في الماء تساوي 87%، وأن نسبة الهيدروجين تساوي 13%، وبما أن دالتون كان يعتقد أن نسبة عدد ذرات الهيدروجين إلى عدد ذرات الأكسجين في الماء تساوي 1:1، لذلك استنتج أن نسبة كتلة الأكسجين إلى كتلة الهيدروجين تساوي 1:7.